# Andrea Dworkin

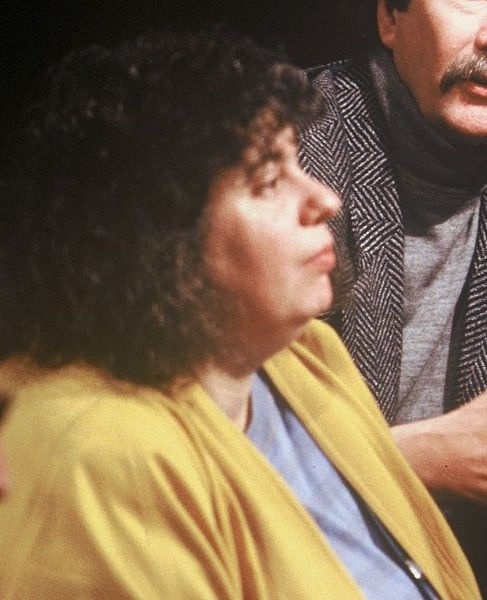
Andrea Dworkin, 1988

Andrea Rita Dworkin (* 26. September 1946 in Camden, New Jersey; † 9. April 2005 in Washington, D.C.) war eine US-amerikanische Radikalfeministin, Soziologin und Schriftstellerin. In Deutschland fiel sie vor allem durch ihr Buch PorNOgraphy – Men possessing women (1979) und ihre Zusammenarbeit mit Alice Schwarzer auf.

## Leben
Andrea Dworkins Vater, Harry Dworkin war Lehrer und Sozialist. Sie schrieb ihm zu, sie zu ihrer Leidenschaft für soziale Gerechtigkeit inspiriert zu haben. Ihre Mutter war Sylvia Spiegel. Obwohl sie anmerkte, dass ihre jüdische Familie in vielfacher Weise vom Andenken an den Holocaust dominiert war, hatte sie im Allgemeinen eine glückliche und normale Kindheit bis zum Alter von neun Jahren, als sie in einem Kino sexuell missbraucht wurde.
Seit 1965 kämpfte sie als Aktivistin und Autorin für eine Veränderung der Gesellschaft. Am bekanntesten wurde sie durch ihren Kampf gegen die Pornografie.
1965 wurde sie als Studentin des Bennington Colleges während einer Demonstration gegen den Vietnamkrieg vor der US-Mission bei der UNO verhaftet und in das New York Women's House of Detention Gefängnis geschickt, wo sie einer körperlichen Durchsuchung durch Gefängnisärzte ausgesetzt war, die so rücksichtslos ausgeführt wurde, dass sie danach tagelang an Blutungen litt. Ihr Zeugnisbericht über diese Erfahrung erhielt internationale Aufmerksamkeit und führte zur Schließung des Gefängnisses.
Nach ihrem Hochschulabschluss zog sie nach Amsterdam und heiratete einen niederländischen Anarchisten, der sie im Laufe ihrer fünfjährigen Ehe misshandelte. Während dieser Zeit arbeitete sie als Prostituierte und lebte in Armut, phasenweise auch in Obdachlosigkeit.
In den 1980er-Jahren entwickelte sie gemeinsam mit der Juristin Catharine MacKinnon einen Entwurf für ein Anti-Pornografie-Gesetz in den USA, das Pornografie generell als frauenfeindlich definiert. Ihre Radikalität und ihre als unwissenschaftlich betrachtete Vorgehensweise wurde auch von anderen Feministinnen kritisiert.
Im Alter von 27 Jahren lernte sie John Stoltenberg kennen, mit dem sie eine lebenslange Freundschaft verband. 1998 heirateten sie, obwohl sich beide als homosexuell identifizierten.
Am Vormittag des 9. April 2005 starb Andrea Dworkin zu Hause in Washington im Alter von 58 Jahren. Die Ursache ihres Todes wurde nicht festgestellt. Stark übergewichtig, litt sie schon seit Jahren an Osteoarthritis, was sie selbst allerdings als Folge einer Vergewaltigung interpretierte.

## Ideen und Kontroversen
Im Laufe ihres Lebens schrieb Dworkin zahlreiche Bücher, Artikel und Reden, in denen sie sich sehr kritisch über Pornografie und Prostitution äußerte; viele dieser Texte behandeln das Thema Sexualität sehr ausführlich. Folgendes Zitat aus dem Buch Woman Hating dient als Beispiel für ihre Ansichten zum Thema Inzest: „Die Eltern-Kind-Beziehung ist hauptsächlich erotischer Natur, da alle menschliche Beziehungen hauptsächlich erotischer Natur sind. […] Das Inzest-Tabu […] verlangt, dass wir die Kernfamilie über die Familie aller Menschen stellen. Die Zerstörung des Inzest-Tabus ist wesentlich für die Entwicklung einer kooperativen menschlichen Gemeinschaft, die auf dem freien Fluss eines natürlichen androgynen Erotizismus basiert.“
Bekannt geworden und kritisiert ist Andrea Dworkin für ihre provokanten Ausführungen zum „unwandelbaren und parasitären Selbst des Mannes“. Dazu schreibt sie:

„Terror strahlt aus vom Mann, Terror erleuchtet sein Wesen, Terror ist sein Lebenszweck.“

Ebenfalls kritisiert wurden die Gewaltphantasien gegenüber Männern, die sich durch ihr Werk ziehen. Besonders häufig wird ein Auszug aus ihrem Roman Mercy aus dem Jahr 1991 zitiert. Das Buch ist zwar fiktional, die Geschichte verläuft aber sehr ähnlich wie das Leben, das Andrea Dworkin in ihrer Autobiographie 2002 schildert. Im Stil des „inneren Gedankenstroms“ (stream of consciousness) phantasiert eine Feministin namens Andrea u. a. darüber, was sie mit Männern als Vergewaltigern machen möchte:

„I’ve always wanted to see a man beaten to a shit bloody pulp with a high-heeled shoe stuffed up his mouth, sort of the pig with the apple."
"Ich habe immer schon sehen wollen wie ein Mann zu einer scheißblutigen Masse geprügelt wird, mit einem High-heels Schuh in den Mund gestopft, so nach Art eines Schweins mit Apfel.“

Dworkin verband sexuelle Themen mit größeren gesellschaftlichen Strukturen. So schrieb sie über die klassenkämpferischen Aspekte des Feminismus in Büchern wie Right-Wing Women. Sie beklagte die Tendenz von wohlhabenden liberalen Feministinnen, Absprachen mit dem Establishment zu treffen, welche die eigene Position zwar voranbrachten, aber weniger betuchte Frauen außen vor ließen.
Dworkin war oft persönlichen Angriffen ausgesetzt, z. B. wegen ihres äußeren adipösen Erscheinungsbildes oder ihrer lesbischen Identität. Sie glaubte, dass Pornografie ihre Wurzel in einem männlichen Hass auf Frauen habe, dass sie eine signifikante Ursache von Vergewaltigung und anderer sexuellen Gewalt sei, und dass Frauen, die sexuelle Gewalt erfahren, das Recht auf Selbstverteidigung bis hin zu tödlicher Gewalt hätten. Trotz ihres vermeintlichen Männerhasses hatte sie zahlreiche enge männliche Freunde, darunter der Schriftsteller Michael Moorcock und ihr Ehemann Stoltenberg. Ihre Kritik an Geschlechtsrollen und ihr Glauben, dass diese eliminiert werden müssten, um die volle Gleichheit in der Gesellschaft zu erlangen, werden auch zitiert, um sie gegenüber dem Vorwurf zu verteidigen, dass sie Männerhasserin sei.

## Einfluss auf das Rechtssystem
Zusammen mit der feministischen Rechtsanwältin Catharine MacKinnon schrieb Dworkin einen Gesetzentwurf, in dem Pornografie als Verletzung der Bürgerrechte der Frau definiert wurde, und der es Frauen ermöglichen würde, Produzenten und Vertreibende von Pornografie zivilrechtlich auf Schadensersatz zu verklagen. 1983 wurde der Gesetzentwurf in Indianapolis verabschiedet, jedoch später im Prozess American Booksellers Association, Inc. v. Hudnut durch das Berufungsgericht für den 7. Bezirk der Bundesrechtssachen für verfassungswidrig befunden. Dieses Urteil ist ein wichtiger Präzedenzfall für den Ausgleich zwischen Pornografie und Zensur.

## Werke

### Anthologien
- Johanna Fateman, Amy Scholder (Hrsg.): Last Days at Hot Slit: The Radical Feminism of Andrea Dworkin. Semiotext, New York 2019, ISBN 978-1-63590-080-4.

### Sachbücher
- Heartbreak: The Political Memoir of a Feminist Militant (2002) ISBN 0-465-01754-1.
- Scapegoat: The Jews, Israel, and Women’s Liberation (2000) ISBN 0-684-83612-2.
- Life and Death: Unapologetic Writings on the Continuing War Against Women (1997) ISBN 0-684-83512-6.
- In Harm’s Way: The Pornography Civil Rights Hearings (with Catharine MacKinnon, 1997) ISBN 0-674-44579-1.
- Right-Wing Women: The Politics of Domesticated Females (1991) ISBN 0-399-50671-3.
- Letters from a War Zone: Writings (1988) ISBN 1-55652-185-5 ISBN 0-525-24824-2 ISBN 0-436-13962-6.
- Pornography and Civil Rights: A New Day for Women’s Equality (1988) ISBN 0-9621849-0-X.
- Intercourse (1987) ISBN 0-684-83239-9 (dt.: Geschlechtsverkehr, Ingrid Klein Verlag, Hamburg, 1993, ISBN 978-3-922930-10-5)
- Pornography—Men Possessing Women (1981) ISBN 0-399-50532-6 (summary)
- Our Blood: Prophesies and Discourses on Sexual Politics (1976) ISBN 0-399-50575-X ISBN 0-06-011116-X.
- Woman Hating: A Radical Look at Sexuality (Dutton, 1974) ISBN 0-452-26827-3 ISBN 0-525-48397-7.

### Romane, Gedichte und Erzählungen
- Mercy (1990, ISBN 0-941423-88-3).
- Ice and Fire (1986, ISBN 0-436-13960-X).
- The New Woman’s Broken Heart: Short Stories (1980, ISBN 0-9603628-0-0).
- Morning Hair (self-published, 1968).
- Child (1966) (Heraklion, Crete, 1966).

### Digitalisierte Reden und Interviews (englisch)
- Why Men Like Pornography & Prostitution So Much Andrea Dworkin Keynote Rede bei der International Trafficking Conference, 1989. (Audio-Datei: 22 min, 128 kbit/s, mp3).
- Aussage Andrea Dworkins (MP3; 35,2 MB) zu Pornografie und Prostitution.
- Violence, Abuse &Women’s Citizenship Brighton (MP3; 21,8 MB), UK 10. November 1996.
- "Freedom Now: Ending Violence Against Women".
- "Speech from Duke University, January, 1985" (MP3; 59,1 MB).
- Taped Phone Interview Interview mit Nikki Craft zu Allen Ginsberg, 9. Mai 1990. (Audio-Datei, 20 min, 128 kbit/s, mp3).